# Kánya
Kánya é um município da Hungria, situado no condado de Somogy. Tem 14,52 km² de área e sua população em 2019 foi estimada em 422 habitantes.